# Лисаково (Вармінсько-Мазурське воєводство)
Лисаково (пол. Łysakowo, нім. Lissaken) — село в Польщі, у гміні Нідзиця Нідзицького повіту Вармінсько-Мазурського воєводства.
Населення — 223 особи (2011).
У 1975-1998 роках село належало до Ольштинського воєводства.

## Демографія
Демографічна структура станом на 31 березня 2011 року:
|          | Загалом | Допрацездатний вік | Працездатний вік | Постпрацездатний вік |
| -------- | ------- | ------------------ | ---------------- | -------------------- |
| Чоловіки | 114     | 25                 | 81               | 8                    |
| Жінки    | 109     | 20                 | 73               | 16                   |
| Разом    | 223     | 45                 | 154              | 24                   |